# جائزة ساو باولو للآداب
جائزة ساو باولو للأدب (بالبرتغالية: Prêmio São Paulo de Literatura) هي جائزة أدبية برازيلية تُمنح سنويًا لأفضل الروايات المكتوبة باللغة البرتغالية والمنشورة في البرازيل. تأسست الجائزة في عام 2008 من قبل حكومة ولاية ساو باولو، عبر وزارة الثقافة، بهدف تعزيز الإنتاج الأدبي عالي الجودة، دعم الكُتاب الجدد، وتشجيع القراءة في البلاد.

## فئات الجائزة
تنقسم الجائزة إلى فئتين رئيسيتين:
- أفضل رواية للعام السابق: تُمنح لأفضل رواية منشورة في ذلك العام.
- أفضل رواية من تأليف كاتب مبتدئ للعام السابق: تُمنح لأول مرة لأعمال كتّاب لم ينشروا روايات سابقة.

## قيمة الجائزة
تُعتبر جائزة ساو باولو للأدب واحدة من أكبر الجوائز الأدبية في البرازيل من حيث القيمة المالية، حيث يحصل كل فائز على مبلغ قدره 200,000 ريال برازيلي.

## شروط المشاركة
للمشاركة في الجائزة، يجب أن تكون الرواية:
- مكتوبة باللغة البرتغالية.
- منشورة في البرازيل بين 1 يناير و31 ديسمبر من العام السابق.
- متاحة في النسخة المطبوعة والرقمية.
- تحتوي على رقم ISBN صادر في البرازيل خلال نفس الفترة.

## عملية التقديم
يمكن للمؤلفين أو الناشرين تقديم الأعمال عبر منصة CULTSPالخاصة بوزارة الثقافة البرازيلية. يجب تقديم نسخة إلكترونية من العمل بصيغة PDF، بالإضافة إلى نسخة مطبوعة من الكتاب، وصورة من هوية المؤلف ورقم CPF (رقم التسجيل الضريبي البرازيلي).

## الفائزون السابقون
من بين الفائزين السابقين:
- 2024: فازت Luciany Aparecida بجائزة "أفضل رواية لعام 2023" عن عملها "Mata doce"، بينما فازت Eliane Marques بجائزة "أفضل رواية من تأليف كاتب مبتدئ" عن عملها "Louças de família".[1]
- 2023: فاز Mariana Salomão Carrara بجائزة "أفضل رواية لعام 2022" عن عملها "Não fosse as sílabas do sábado"، بينما فاز Alexandre Alliatti بجائزة "أفضل رواية من تأليف كاتب مبتدئ" عن عمله "Tinta branca".[2]

## أهمية الجائزة
تُعد جائزة ساو باولو للأدب من أبرز الجوائز الأدبية في البرازيل، حيث تسهم في تسليط الضوء على الأعمال الأدبية البرازيلية المعاصرة، وتُعزز من مكانة الأدب البرازيلي على الساحة الدولية.